# Minidumper
En minidumper er en lille maskine til flytning af jord og andre materialer over korte afstande.
Det traditionelle udseende er et lad foran og en førerplads bagpå, oven på motoren.
Maskinen er enmandsbetjent, typisk dieseldrevet, og bruges primært på byggepladser til at fragte affald væk fra og løse byggematerialer til de områder af pladsen hvor folk arbejder. Hovedformålet er tipladet forrest på køretøjet. Bagpå har den ofte et træk-øje så den kan trække eksempelvis en kompressor til trykluftbor eller andre redskaber på hjul rundt på byggepladsen.
Navnet kommer fra engelsk dump, der betyder at tippe/læsse/smide noget af på jorden. På engelsk og enkelte andre sprog hedder maskinen blot dumper, men dette ord beskriver på dansk en større maskine.
Ældre udgaver styrede på baghjulene, og motoren blev startet med håndsving. Der var hverken elektriske eller hydrauliske dele på, så der var ikke meget der kunne gå i stykker. Ladet blev oftest tippet ved at føreren trådte på en udløser, og vægtfordelingen gjorde at ladet herved fik overbalance. Efterfølgende skulle føreren stå af maskinen og selv vippe ladet tilbage så det blev låst fast igen.
De fleste moderne minidumpere er knækstyrede, hvilket vil sige at hjulene ikke kan drejes, men maskinen styrer ved hjælp af et drejeled midt på chassiset. Der er elektrisk udstyr, både til lygter og kontrolenheder, hydraulik til styring og tipfunktion og mange har styrtbøjle eller endda et halvtag over førerpladsen. Mange er bygget med højtip, hvilket vil sige at de enten har et lad der er hængslet i toppen af forkanten i stedet for i bunden, eller at de ligefrem har en lift monteret mellem lad og chassis. I 1990'erne blev det populært med lad der kunne drejes til siden, da denne opbygning kræver væsentligt mindre arbejdsplads, for eksempel ved tipning i vejsiden eller ned i udgravninger på strækninger med begrænset bredde. Til gengæld er både drejekrans og højtip med til at løfte tyngdepunktet, og derved vælter maskinen lettere.

## Eksterne links
- Wikimedia Commons har flere filer relateret til Minidumper
- Thwaites (producent)
- Lister-Petter (producent)
- Billeder og beskrivelser af forskellige brugte minidumpers hos forhandler i England
- Billede af stor minidumper